# Agropyron

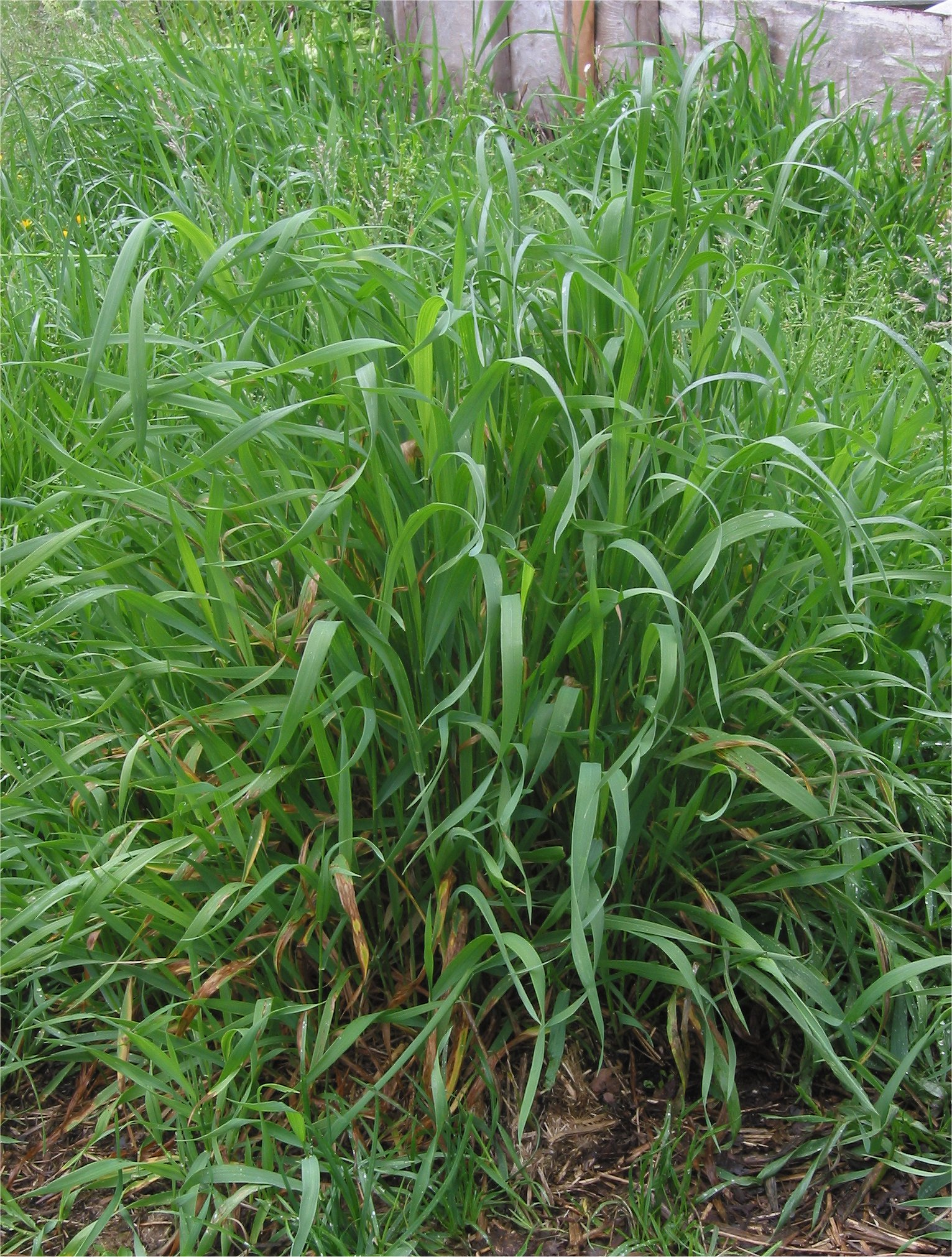
E. repens.

Agropyron  Gaertn. é um género botânico pertencente à família Poaceae, subfamília Pooideae, tribo Triticeae. Também conhecida como Grama de Trigo.
O gênero é composto por aproximadamente 470 espécies. São encontradas na Europa, África, Ásia, Australásia e América do Norte.

## Sinônimos
- Australopyrum A.Love
- Costia Willk. (SUS)
- Kratzmannia Opiz (SUI)

## Principais espécies e subespécies
- Agropyron badamense Drobov
- Agropyron brownei (Kunth) Tsvelev
- Agropyron bulbosum Boiss.
- Agropyron calcis (Connor & Molloy)
- Agropyron cimmericum Nevski
- Agropyron cristatum (L.) J. Gaertn.
  - Agropyron cristatum subsp. baicalense
  - Agropyron cristatum subsp. cristatum
  - Agropyron cristatum subsp. kazachstanicum
  - Agropyron cristatum subsp. pectinatum
  - Agropyron cristatum var. pluriforme
  - Agropyron cristatum subsp. ponticum
  - Agropyron cristatum subsp. puberulum
  - Agropyron cristatum subsp. sabulosum
- Agropyron dasyanthum Ledeb.
- Agropyron desertorum (Fisch. ex Link) Schult.
- Agropyron deweyi A.Löve.
- Agropyron fragile (Roth) P. Candargy
- Agropyron junceiforme
- Agropyron krylovianum Schischkin
- Agropyron michnoi Roshev.
- Agropyron mongolicum Keng
- Agropyron praetermissum (Nevski)
- Agropyron pungens
- Agropyron retrofractum Vickery
- Agropyron repens (L.) P. Beauv.
- Agropyron tanaiticum Nevski
- Agropyron thomsonii Hook. f.
- Agropyron uncinatum (Veldk.)
- Agropyron velutinum Nees
- «PPP-Index Lista de espécies»